# Політ «Порушника»
Політ «Порушника» (англ. Flight of the Intruder) — американський бойовик 1991 року.

## Сюжет
В'єтнамська війна, 1972 рік. Авіація США продовжує бомбардування Північного В'єтнаму, але часто їхні удари не досягають цілей. В'єтнамці збивають американські літаки зенітними ракетами, проте склад цих ракет в Ханої заборонено бомбити з політичних причин. Під час чергового завдання у пілота палубного бомбардувальника «Інтрудер» лейтенанта Джейка Графтона гине напарник. У Джейка з'являється новий напарник Вірджіл Коул, який вмовляє завдати удару по складу самостійно.

## У ролях
| Актор                | Роль                                      |
| -------------------- | ----------------------------------------- |
| Денні Гловер         | командер Френк «Дукі» Кампареллі          |
| Віллем Дефо          | лейтенант командер Вірджил «Тигр» Коул    |
| Бред Джонсон         | лейтенант Джейк «Холоднокровний» Графтон  |
| Розанна Аркетт       | Каллі Джой                                |
| Том Сайзмор          | Боксман                                   |
| Дж. Кеннет Кемпбелл  | лейтенант командер «Ковбой» Паркер        |
| Джаред Чендлер       | лейтенант Джек «Бритва» Барлоу            |
| Денн Флорек          | лейтенант командер Божевільний Джек / Док |
| Медісон Мейсон       | C.A.G.                                    |
| Вінг Реймс           | CPO Френк Макрей                          |
| Крістофер Річ        | лейтенант Морган «Морг» Макферсон         |
| Дуглас Робертс       | Гуффі                                     |
| Скотт Н. Стівенс     | Гардесті                                  |
| Джастін Вільямс      | лейтенант Семмі Ландін                    |
| Джон Корбетт         | Великий Огі                               |
| Адам Нельсон         | Маленький Огі                             |
| Адам Біск            | бібліотекар                               |
| Реб Браун            | Air Boss                                  |
| Пітер Шерайко        | клерк                                     |
| Дж. Патрік МакНамара | адмірал                                   |
| Девід Глін Прайс     | адмірал                                   |
| Фред Томпсон         | капітан                                   |

## Саундтрек
| Список треків | Список треків                        | Список треків |
| #             | Назва                                | Тривалість    |
| ------------- | ------------------------------------ | ------------- |
| 1.            | «Morg's Death»                       | 6:38          |
| 2.            | «Morg's Funeral»                     | 1:45          |
| 3.            | «Chase for Five Dollars»             | 2:08          |
| 4.            | «On the Beach»                       | 0:37          |
| 5.            | «Iron Hand Mission»                  | 4:21          |
| 6.            | «Boxman's Death»                     | 2:54          |
| 7.            | «Cole Decides to Bomb Hanoi»         | 1:42          |
| 8.            | «I Get Good Vibes»                   | 1:19          |
| 9.            | «Raid On Hanoi»                      | 5:52          |
| 10.           | «Court Martial»                      | 0:25          |
| 11.           | «San Pedro Harbor Scene»             | 0:56          |
| 12.           | «Alpha Strike»                       | 1:58          |
| 13.           | «Camparelli Crashes»                 | 2:43          |
| 14.           | «Keeping the Faith»                  | 1:59          |
| 15.           | «Alpha Mike Fox Trot»                | 5:42          |
| 16.           | «Rescue»                             | 3:43          |
| 17.           | «Final Scene»                        | 1:56          |
| 18.           | «Chase for Five Dollars (alternate)» | 1:37          |
| 19.           | «Boxman's Death (alternate)»         | 2:54          |
| 20.           | «Trailer (music by John Beal)»       | 3:27          |
| 55:25         |                                      |               |